# Rácz György (építészmérnök)
Rácz György (Tőketerebes, 1907. március 10. – Budapest, 1989. február 22.) - építészmérnök, Ybl-díjas (1957).

## Életpályája
Rácz György 1907. március 10-én stületett Tőketerebesen. Tanulmányait Budapesten, a József Nádor Műszaki és Gazdaságtudományi Egyetem Építészmérnöki Karán 1931-ben fejezte be. Építészhallgatóként tervet készített a Létminimumon élők lakása című témához, a GIAM (Gongrès International ďArchitecture Moderne) Modern Építészek Nemzetközi Szövetsége III. Kongresszusa alkalmából, melyet ki is állítottak, és egyúttal meghívták a kongresszusra Németországba is. 
Rácz György a modern építészet első magyarországi pártolói közé tartozott, alapító tagja volt a Magyar Építőművészek Szövetségének is. Kezdő építészként Ligeti Pál irodájában kezdett dolgozni, 1940-től lett önálló. 1948-tól a Magasépítési Tervező Intézet mezőgazdasági osztályának tervezője, majd a MEZŐTERV-ben folytatta munkáját, 1949-től pedig az IPARTERV tervezője lett. 
Budapesten hunyt el 1989. február 22-én, 72 évesen.

## Fontosabb építészeti alkotásai
- Budapest, Áfonya u. 10. és Cimbalom u. 13. szám alatti lakóházak (1941-1942)
- ONCSA háztípus
- Több növénynemesítő állomás
- Phylaxia gyár (1951-1952)
- Penicillin Gyár, Debrecen (1952)
- Kokszművek, Pécs (1956)
- Tejüzem, Gyöngyös (1960)
- Budapest, Apáczai Csere János utcai lakóház (1961, Juhász Sárával közös munkája)
- Dunaújvárosi Papírgyár (1962-1965)
- Hódmezővásárhely, műteremházak (1963)
- Óbudai Magyar Hajó- és Darugyár hajóépítő csarnok (1963-1970).

## Díjai, kitüntetései
- Ybl Miklós-díj (1957)